# 貝氏鰜
貝氏鰜，為輻鰭魚綱鰈形目鰜亞目鰜科的其中一種，為熱帶海水魚，棲息深度15-50公尺，分布於東大西洋西非海域，體長可達55公分，棲息在大陸棚底層水域，可做為食用魚。